# Hans Swant

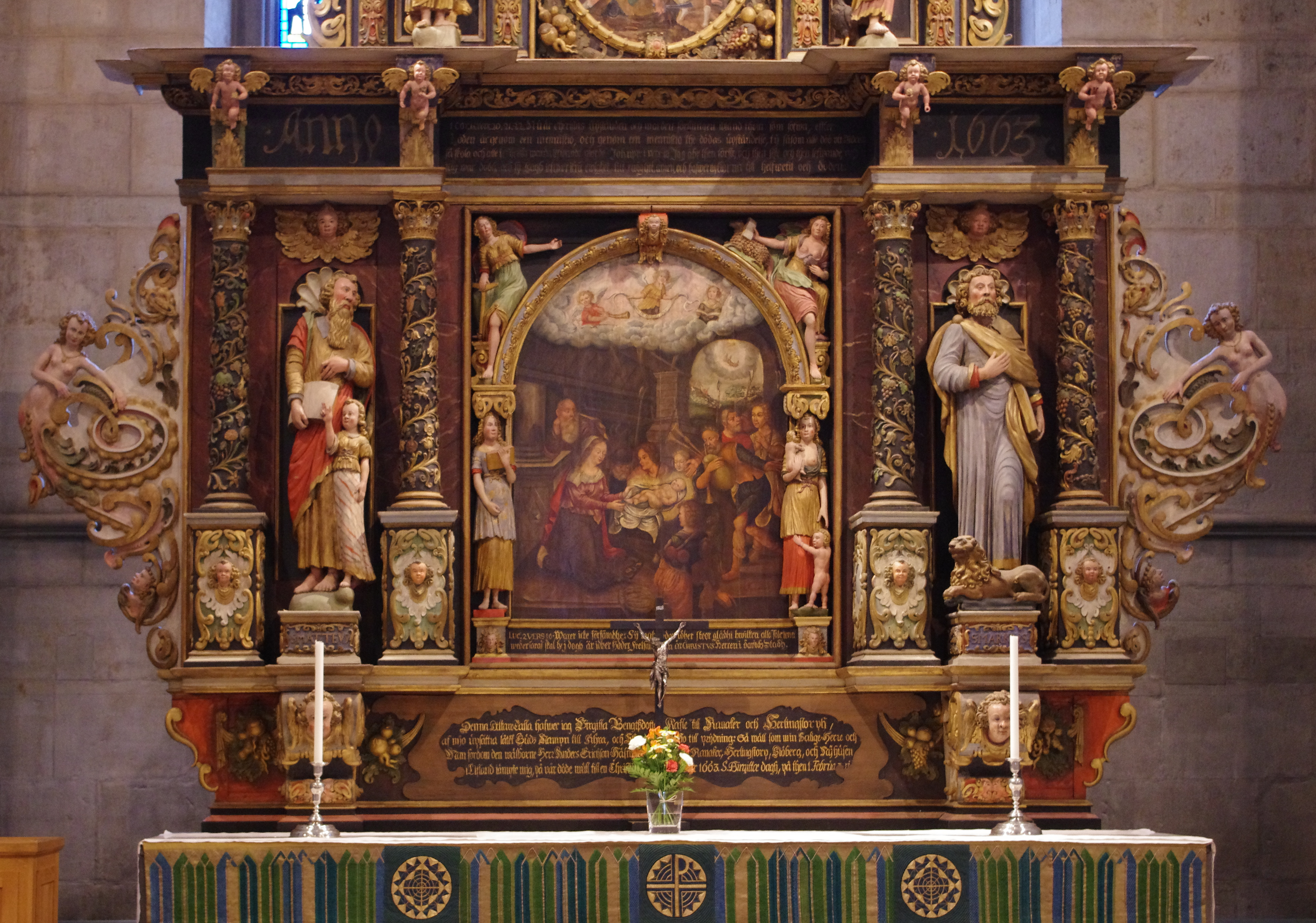
Altaret i Skara domkyrka, utfört av Hans Swant.

Hans Swant (Schwandt, Schwartz, Swart), född omkring 1609, död 1678 och begravd i Göteborg, var en tysk-svensk bildhuggare.

## Biografi
Han var far till bildhuggaren Clas Hansson Swant och farfar till Jacob Swant. Av källorna vet man att Swant var verksam i Göteborg från 1638 då han vid denna tid för stadens räkning utförde de 10 fot höga lejon av trä som prydde Lejonbron vid nuvarande Brunnsparken. 1640 fick han uppdraget från magistraten att utföra fyra stora kämpar i trä som skulle placeras på Kämpebron, men dessa monterades ner 1673. Han slöt ett kontrakt med Magnus Gabriel De la Gardie 1654 om utförandet av de siu himmelens planeter i trä för ett lusthus på Läckö slott i Västergötland. Samma år utförde han tillsammans med Michael Henneberg och en tredje mästare vid namn Brandt en ny predikstol för Göteborgs tyska kyrka, som dock gick förlorad vid kyrkans brand 1668. För Göteborgs stad utförde han konstrikt skurna träfestonger till väggarna i den stora nya rådhussalen som stod färdig 1670 efter Nicodemus Tessins ritningar. Han återkom till rådhuset 1672 och färdigställde då de herrlige drufvorne i hvalfen på Rådhusgångarne samt till hvalvet under trappan, men dessa arbeten är numera försvunna. 
Swant mest kända arbete är barockaltaret i Skara domkyrka, vilket han utförde 1663. Altaret såldes 1791 till Saleby församling i Västergötland men befinner sig sedan 1949 åter i Skara domkyrka. Bland hans övriga kyrkliga arbeten märks altaret i Kållereds kyrka i Västergötland samt altaret i Säve kyrka i Bohuslän. Altaret i Kållereds kyrka modifierades av Nils Lesberg 1711 och målades samtidigt om av Erik Grijs. Av Swants ursprungliga altare återstår mittpartiet och figurframställningarna av Aron och Mose. Han utförde även altaruppsatser för Husaby kyrka och Otterstads kyrka i Västergötland samt ramverk till altartavlan, kungastolar och ett kolonnettskrank till Varnhems kyrka. Han omtalas 1678 som Amiralitetets Bilodhuggare Mäster Hans Swart men det är inte helt klarlagt vilka uppdrag han utförde för Amiralitetet, men det är sannolikt att det var Swant eller hans son Clas Hansson som utförde ornamenten på de fartyg som Francis Sheldon vid mitten av 1600-talet byggde i Göteborg, Riksäpplet, Postryttaren och en turkisk galär.